# Winfried Sickel
Winfried Sickel (* 5. November 1954 in Erfurt) ist ein deutscher Mathematiker und Hochschullehrer.

## Ausbildung und Beruf
Sickel machte 1973 sein Abitur in Neudietendorf. Von 1973 bis 1974 arbeitete er bei der Landwirtschaftlichen Produktionsgenossenschaft (LPG) Andisleben. Von 1974 bis 1979 studierte er Mathematik an der Friedrich-Schiller-Universität Jena. 1984 promovierte er ebenda bei Hans Triebel mit einer Arbeit zum Thema Periodische Räume: Maximalungleichungen, Fourier’sche Multiplikatoren und Beziehungen zur starken Summierbarkeit mehrdimensionaler trigonometrischer Reihen. Er habilitierte sich 1992. 1993 wurde er an der Universität Jena zum Privatdozenten und 2000 zum außerplanmäßigen Professor ernannt.

## Forschungsinteressen
Sickel forscht auf den Gebieten der Numerischen Mathematik, der Funktionenräume und der Approximation. 
Er untersucht speziell Dünngitterapproximation, Approximation von hyperbolischen Kreuz- und Funktionenräumen mit dominierender gemischter Ableitung, Regularitätstheorie elliptischer Differentialgleichungen, Funktionenräume (Charakterisierungen, Einbettungen, Spuren), Nichtlineare Abbildungen in Funktionenräumen (Nemytzkij-Operatoren, Anwendungen auf nichtlineare partielle Differentialgleichungen), punktweise Multiplikatoren für Funktionenräume und deren Anwendungen auf Partielle Differentialgleichungen, Atome und Wavelets.
Sickel war Antragsteller, beteiligter Wissenschaftler und Kooperationspartner bei mehreren von der Deutschen Forschungsgemeinschaft geförderten Projekten, darunter
- 2002–2005: Approximation und algorithmische Verfahren
- 2006–2008: Der Smolyak-Algorithmus und Funktionenräume mit dominierender gemischter Glattheit
- 2007–2010: Optimale Approximation von Tensorprodukten linearer Operatoren
- 2008–2010: Optimal approximation of tensor products of linear operators
- 2016–2021: Präasymptotische Fehleranalyse für Funktionsrekonstruktionsprobleme in hohen Dimensionen[5]

Sickel hat mehr als 100 Publikationen und einen h-Index von 29.

## Herausgeber, Lehrtätigkeit, Preis
Sickel arbeitet bei der Herausgabe des Journals of Fourier Analysis and Applications und des Journals of Approximationtheorie mit. Er hält Vorlesungen zu den Themen Approximationstheorie, Mathematik für Geo- und Werkstoffwissenschaften und Funktionentheorie. Bei Sickel promovierten mehr als acht Wissenschaftler, unter ihnen Tino Ullrich.
Im Jahr 2017 erhielt Sickel zusammen mit Thomas Kühn den internationalen Joseph-F.-Traub-Preis für erreichte Ergebnisse auf dem Gebiet der informationsbasierten Komplexität.

## Familie
Sickel ist verheiratet und hat zwei Söhne.

## Veröffentlichungen (Auswahl)
- On a Limiting Case for Pointwise Multiplication in Nikol’skii–Besov Spaces, 2021, Proceedings of the Steklov Institute of Mathematics 312(1):162–178, doi:10.1134/S0081543821010090
- On the Regularity of Characteristic Functions, Springer, 2021, Kapitel im Buch Anomalies in Partial Differential Equations, ISBN 978-3-030-61348-8
- Mit Thomas Kühn, Tino Ullrich: How anisotropic mixed smoothness affects the decay of singular numbers for Sobolev embeddings, 2020, Journal of Complexity, Band 63, {{DOI:10.1016/j.jco.2020.101523}}
- The Smolyak Algorithm and Tensor Products of Function Spaces, 2014
- Mit Wen Yuan, Dachun Yang: Interpolation of Morrey-Campanato and Related Smoothness Spaces, 2014, Science China Mathematics 58(9), doi:10.1007/s11425-015-5047-8 online
- Mit Leszek Skrzypczak: Subradial functions and compact embeddings, 2014, Proceedings of the Steklov Institute of Mathematics 284(1):216–234, doi:10.1134/S0081543814010167
- Smoothness spaces related to Morrey spaces-a survey. II, 2013, Eurasian Mathematical Journal 4(1) online
- Smoothness spaces related to Morrey spaces – a survey. I, 2012, Eurasian Mathematical Journal, 2012, Volume 3 online
- Mit Thomas Runst: Sobolev Spaces of Fractional Order, Nemytskij Operators, and Nonlinear Partial Differential Equations, de Gruyter, 2011, ISBN 978-3110151138
- Mit  Wen Yuan, Dachun Yang: Morrey and Campanato Meet Besov, Lizorkin and Triebel, Springer, 2010, ISBN 978-3642146053
- Mit Tino Ullrich: Tensor products of Sobolev–Besov spaces and applications to approximation from the hyperbolic cross, 2009, Journal of Approximation Theory, Volume 161 online
- Mit Gérard Bourdaud, Massimo Lanza de Cristoforis: Superposition operators and functions of bounded p-variation, Revista Matemática Iberoamericana, 2006, Band 22, ISSN 0213-2230
- Mit Stephan Dahlke, Erich Novak: Optimal approximation of elliptic problems by linear and nonlinear mappings II, 2006, Journal of Complexity, Band 22 online
- On Pointwise Multipliers for Fsp,q(Rn) in case sigma p,q < s < n/p, 1998, online
- Composition operators acting on Sobolev spaces of fractional order - a survey on sufficient and necessary conditions, 1997 online
- Necessary conditions on composition operators acting between Besov spaces. The case 1 < s < n/p. III, 1997, Forum Mathematicum 10(3), doi:10.1515/form.10.3.303 online
- Conditions on composition operators which map a space of Triebel-Lizorkin type into a Sobolev space. The case 1 < s < n/p. II, 1997, Forum Mathematicum 10(2), doi:10.1515/form.10.2.199 online
- Mit Gérard Clément Bourdaud: Homeomorphisms Which Act On Besov Spaces, 1997 online
- Mit H. Triebel: Hölder Inequalities and Sharp Embeddings in Function Spaces of Bspq and Fspq Type, 1995, Zeitschrift für Analysis und ihre Anwendungen, Band 14 online
- Pointwise Multiplication in Triebel-Lizorkin Spaces, 1993, Forum Mathematicum 5(1):73–92, doi:10.1515/form.1993.5.73
- Periodic Spaces and Relations to Strong Summability of Multiple FOURIER Series, 1985

## Online-Vortrag
- Seminar on Analysis, Differential Equations and Mathematical - Winfried Sickel auf YouTube, 11. Juni 2021, abgerufen am 6. September 2023.